# Rozières-en-Beauce
Rozières-en-Beauce település Franciaországban, Loiret megyében. Lakosainak száma 181 fő (2022. január 1.). Rozières-en-Beauce Bucy-Saint-Liphard, Coulmiers, Gémigny és Huisseau-sur-Mauves községekkel határos.

## Népesség
A település népessége az elmúlt években az alábbi módon változott:
| Lakosok száma | 106  | 120  | 157  | 178  | 195  | 205  | 194  | 185  | 182  | 181  |
|               | 1968 | 1982 | 1990 | 2006 | 2013 | 2015 | 2017 | 2019 | 2020 | 2022 |